# Mischocyttarus pallidipes
Mischocyttarus pallidipes är en getingart som beskrevs av Richards 1945. Mischocyttarus pallidipes ingår i släktet Mischocyttarus och familjen getingar. Inga underarter finns listade i Catalogue of Life.